# Christa Berndl
Christa Berndl (18 de enero de 1932 - 10 de agosto de 2017) fue una actriz alemana.

## Biografía
Su nombre completo era Christina Cäcilia Maximiliana Berndl, y nació en Múnich, Alemania, siendo hija de la actriz Christa Caporicci y del levantador de pesas Rudolf Ismayr (medallista de oro en los Juegos Olímpicos de Los Ángeles 1932). La tía abuela de Berndl era la actriz Emma Berndl, y su bisabuelo Karl Berndl. Subió al escenario por vez primera a los seis años de edad, y a los ocho años participó en una adaptación al cine de la obra de Ludwig Anzengruber Der Meineidbauer. A los 13 años trabajó en la obra de Thornton Wilder Unsere kleine Stadt, representada en el Teatro de Cámara de Múnich, y con 14 actuó en el Bayerisches Staatsschauspiel con el papel de Luise en la pieza de Ferenc Molnár Liliom (que protagonizaba Curd Jürgens). Con 15 años actuó con Wolfgang Neuss en espectáculos de cabaret y, con el papel de Gretchen, trabajó con Hans-Reinhard Müller y Gerd Brüdern en la obra de Johann Wolfgang von Goethe Fausto, representada en el Junges Theater de Múnich.
Junto con Maxl Graf, Christa Berndl fue seleccionada en el año 1947 para actuar en la serie infantil radiofónica Christa und Maxl, emitida por Radio München, iniciando así una abundante actividad en el medio.
Tuvo compromisos teatrales en Augsburgo, Núremberg, Kiel, Essen y Bochum. En 1971 hizo el papel principal de la obra Koralle Meier, de Martin Sperr. En 1976, en el Hamburger Schauspielhaus, fue Emilia en la controvertida representación que Peter Zadek llevó a cabo con la obra de Shakespeare Otelo. Ese mismo año, y también en el Hamburger Schauspielhaus, actuó bajo la dirección de Rainer Werner Fassbinder en la Frauen in New York, a partir de Clare Boothe Luce. La obra fue adaptada por Fassbinder en 1977 a la televisión, actuando igualmente Berndl. En 1980 actuó en la puesta en escena que llevó a cabo Ulrich Heising de la pieza de Friedrich Schiller Maria Stuart en el Schauspielhaus Düsseldorf, y que obtuvo un gran éxito. Luc Bondy dirigió en dos ocasiones a Christa Berndl, con el papel de Winnie, en la obra de Samuel Beckett Los días felices, llevada a escena en 1980 en el Schauspiel Köln y en 1988 en el Hamburger Schauspielhaus. Bajo la dirección de Ingmar Bergman, en 1985 fue Elle Rentheim en John Gabriel Borkman, de Henrik Ibsen, llevada a escena en el Bayerischen Staatsschauspiel. Berndl encarnó en 1995 a Martha en ¿Quién teme a Virginia Woolf?, de Edward Albee, actuando junto a Helmut Griem en el Teatro de Cámara de Múnich.
Además de su carrera teatral, Christa Berndl actuó repetidamente en la televisión. En la década de 1960, por ejemplo, fue en varias ocasiones compañera de Maxl Graf en Komödienstadel. Entre sus numerosas actuaciones para la televisión, figuran apariciones en Die seltsamen Methoden des Franz Josef Wanninger, Tatort, Der Alte y Leo (de Vivian Naefe), y entre las películas en las que actuó se encuentran Die wilden Fünfziger (de Peter Zadek), Hab' ich nur deine Liebe (de Peter Kern), y Leni (de Leo Hiemer).
Debido a su entrenamiento vocal clásico, también se hizo un nombre como actriz cantante, interpretando entre otros papeles, el del título en la puesta en escena que Jérôme Savary realizó de la opereta La Périchole, de Jacques Offenbach, y que se representó en el Hamburger Schauspielhaus. Participó además en diferentes recitales, casi siempre en colaboración con Joachim Kuntzsch.
Desde 1995 Christa Berndl fue miembro de la Academia Bávara de Bellas Artes. Estuvo casada con el director Ulrich Heising hasta la muerte de él en 2013. Ella falleció en Múnich en el año 2017.

## Premios
- 1972 : Nombrada actriz del año por la publicación Theater heute.
- 1981 : Medalla Ludwig Thoma de la ciudad de Múnich.
- 1985 : Premio de la Asociación de Amigos del Bayerischen Staatsschauspiels.
- 1994 : Por su papel de Fanny en Der Stiefel und sein Socken, de Herbert Achternbusch, recibió el Anillo Gertrud Eysoldt concedido por la Academia Alemana de Artes Escénicas.
- El 20 de junio de 2001 el Ministro Presidente de Baviera Edmund Stoiber le concedió la Orden del Mérito de Baviera.

## Teatro
- 1947 : Junges Theater München (Bayerisches Staatsschauspiel)
- 1948 : Neues Theater de Stuttgart
- 1949–1951 : Städtische Bühnen de Augsburgo
- 1952–1953 : Theater Kiel
- 1955–1957 : Staatstheater de Núremberg
- 1957–1958 : Schauspielhaus Bochum
- 1958–1961 : Städtische Bühnen Núremberg
- 1962–1970 : Teatro de Cámara de Múnich
- 1971–1980 : Deutsches Schauspielhaus de Hamburgo
- Desde 1980 : Freie Volksbühne Berlin, Düsseldorfer Schauspielhaus, Bühnen der Stadt Köln, Ruhrfestspiele Recklinghausen
- 1983–1986 : Bayerisches Staatsschauspiel de Múnich
- 1987–1994 : Deutsches Schauspielhaus de Hamburgo
- 1994 : Festival de Salzburgo
- 1994–2006 : Teatro de Cámara de Múnich
- 2002 : Schauspielhaus Zürich

## Filmografía

### Cine
- 1944 : Der kleine Muck
- 1945 : Dreimal Komödie
- 1948 : Die kupferne Hochzeit
- 1983 : Die wilden Fünfziger
- 1986 : Die Reise
- 1988 : Hab ich nur deine Liebe
- 1993 : Leni
- 1994 : Auf Wiedersehen Amerika
- 1996 : Doktor Knock

### Televisión
- 1961 : Der Komödienstadel: Die drei Eisbären
- 1962 : Der Komödienstadel: Das Dienstjubiläum
- 1962 : Der Komödienstadel: Graf Schorschi
- 1962 : Der Wittiber, de Ludwig Thoma
- 1963 : Der Komödienstadel: Der Schusternazl
- 1965 : Das Kriminalmuseum (serie), episodio Der Ring
- 1965 : Der Komödienstadel: Die Stadterhebung
- 1969 : Der Komödienstadel: Die Witwen
- 1970 : Tage der Rache (serie), con Peer Schmidt y Günter Strack
- 1971 : Birnbaum und Hollerstauden
- 1973 : Tatort (serie), episodio Platzverweis für Trimmel, con Walter Richter
- 1974 : Lehmanns Erzählung, con Otto Sander
- 1977 : Frauen in New York, de Rainer Werner Fassbinder
- 1981/1982 : Flüchtige Bekanntschaften, de Marianne Lüdcke
- 1991 : Ich schenk’ Dir die Sterne…, con Ottfried Fischer
- 1992 : Hamburger Gift, con Josef Bierbichler
- 2000 : Altweibersommer
- 2003 : Hinterlassenschaften, con Fred Stillkrauth
- 2006 : Leo, con Matthias Brandt y Elmar Wepper
- Actuaciones como invitado en producciones como Komödienstadel, Café Meineid, Tatort, Der Alte y Polizeiinspektion 1

## Actriz de voz
Como actriz de voz prestó su voz a intérpretes como Bibi Andersson (Duel at Diablo), Julie Harris (Columbo: Wein ist dicker als Blut), Angela Lansbury (Bedknobs and Broomsticks), Vanessa Redgrave (Camelo), Liv Ullmann (En passion) y Loretta Long (como Susanne en Sesame Street entre 1973 y 1975).

## Radio
- 1991 : Karl Günther Hufnagel : Hommage an unsere alte Lady, dirección de Ulrich Heising (Sender Freies Berlin)
- 2000 : Kerstin Specht: Der Flieger, dirección de F.M. Einheit/Kerstin Specht (Bayerischer Rundfunk)